# Royal Earl House
Pour les articles homonymes, voir House.
 (décembre 2015).
Si vous disposez d'ouvrages ou d'articles de référence ou si vous connaissez des sites web de qualité traitant du thème abordé ici, merci de compléter l'article en donnant les références utiles à sa vérifiabilité et en les liant à la section « Notes et références ».
Royal Earl House (9 septembre 1814 - 24 février 1895) est l'inventeur du premier télégraphe imprimeur, appelé aussi téléscripteur.

## Biographie
Royal Earl House a passé son enfance dans le Vermont, où il se consacre à l'expérimentation, la conception et la construction de divers procédés, une habitude qui fera son succès une fois arrivé à l'âge adulte. Vers 1840, il est allé vivre à Buffalo avec ses parents, où il a suivi des études de droit puis rédigé un ouvrage sur l'électricité, ce qui l'amène à plutôt étudier la science de l'électricité.
En 1846, il a déposé un brevet sur son premier télégraphe imprimeur, l'année où le service télégraphique de Samuel Morse devient pour la première fois opérationnel entre Washington et New York. Il a lié deux claviers par un fil. Chaque touche de piano représente une lettre de l'alphabet et son actionnement fait que la lettre correspondante est imprimée à la fin de réception.
L'équipement pouvait transmettre autour de 40 mots par minute, mais il était difficile à fabriquer en grande série. Néanmoins, vers 1855 un réseau de télégraphe construit à partir de Boston et jusqu'à New York, Washington et l'ouest de Cleveland et Cincinnati, lui a permis de fournir du matériel de télex. L'invention de House a alors été améliorée par David Edward Hughes.
Plus tard, la société Morse Telegraph a essayé de lui interdire d'utiliser les brevets Morse, mais les tribunaux ont décidé que la Company House n'a pas violé le brevet Morse.